# 中村肇 (陸軍軍人)
中村 肇（なかむら はじめ、1891年（明治24年）10月15日 - 1980年（昭和55年）2月12日）は、日本の陸軍軍人。最終階級は陸軍少将。宮崎県人事委員長。

## 経歴
宮崎県出身。1913年（大正2年）5月、陸軍士官学校（25期）を卒業。同年12月、輜重兵少尉に任官した。
1930年（昭和5年）3月、輜重兵少佐に進級。1935年（昭和10年）8月、陸軍自動車学校練習隊長兼同校教官同校研究部部員に就任し、1936年（昭和11年）3月、輜重兵中佐に進んだ。1938年（昭和13年）11月、近衛輜重兵連隊長に就任し、1939年（昭和14年）3月、輜重兵大佐に昇進した。
1940年（昭和15年）5月、自動車学校幹事に転じ、同年12月、陸軍輜重兵学校幹事となり、1942年（昭和17年）7月、同校長に就任。1943年（昭和18年）8月、陸軍少将に進級し、1944年（昭和19年）11月、輜重兵監に転じた。1945年（昭和20年）6月、陸軍省軍務局付となり終戦を迎えた。1947年（昭和22年）11月28日、公職追放仮指定を受けた。
戦後に帰郷し、日本郷友連盟顧問、宮崎県人事委員長、宮崎神宮総代、宮崎県郷友連盟会長などを務めた。1980年2月、老衰のため宮崎市の自宅で死去した（88歳）。